# Вулька-Гусінська
Вулька-Гусінська (пол. Wólka Husińska) — село в Польщі, у гміні Краснобруд Замойського повіту Люблінського воєводства.
Населення — 429 осіб (2011).

## Демографія
Демографічна структура станом на 31 березня 2011 року:
|          | Загалом | Допрацездатний вік | Працездатний вік | Постпрацездатний вік |
| -------- | ------- | ------------------ | ---------------- | -------------------- |
| Чоловіки | 222     | 55                 | 150              | 17                   |
| Жінки    | 207     | 56                 | 106              | 45                   |
| Разом    | 429     | 111                | 256              | 62                   |